# 基督君王堂 (林茨)

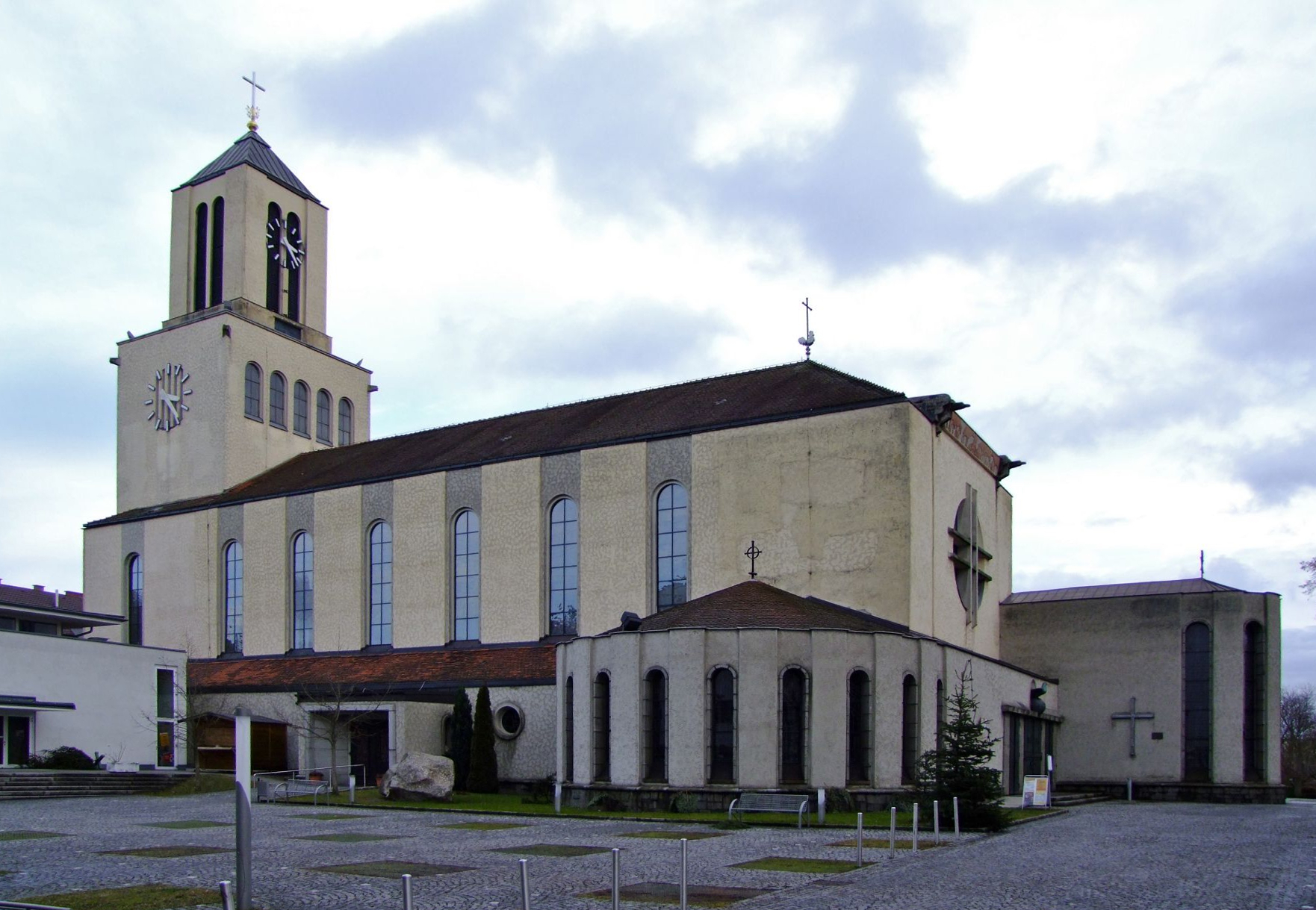
基督君王堂

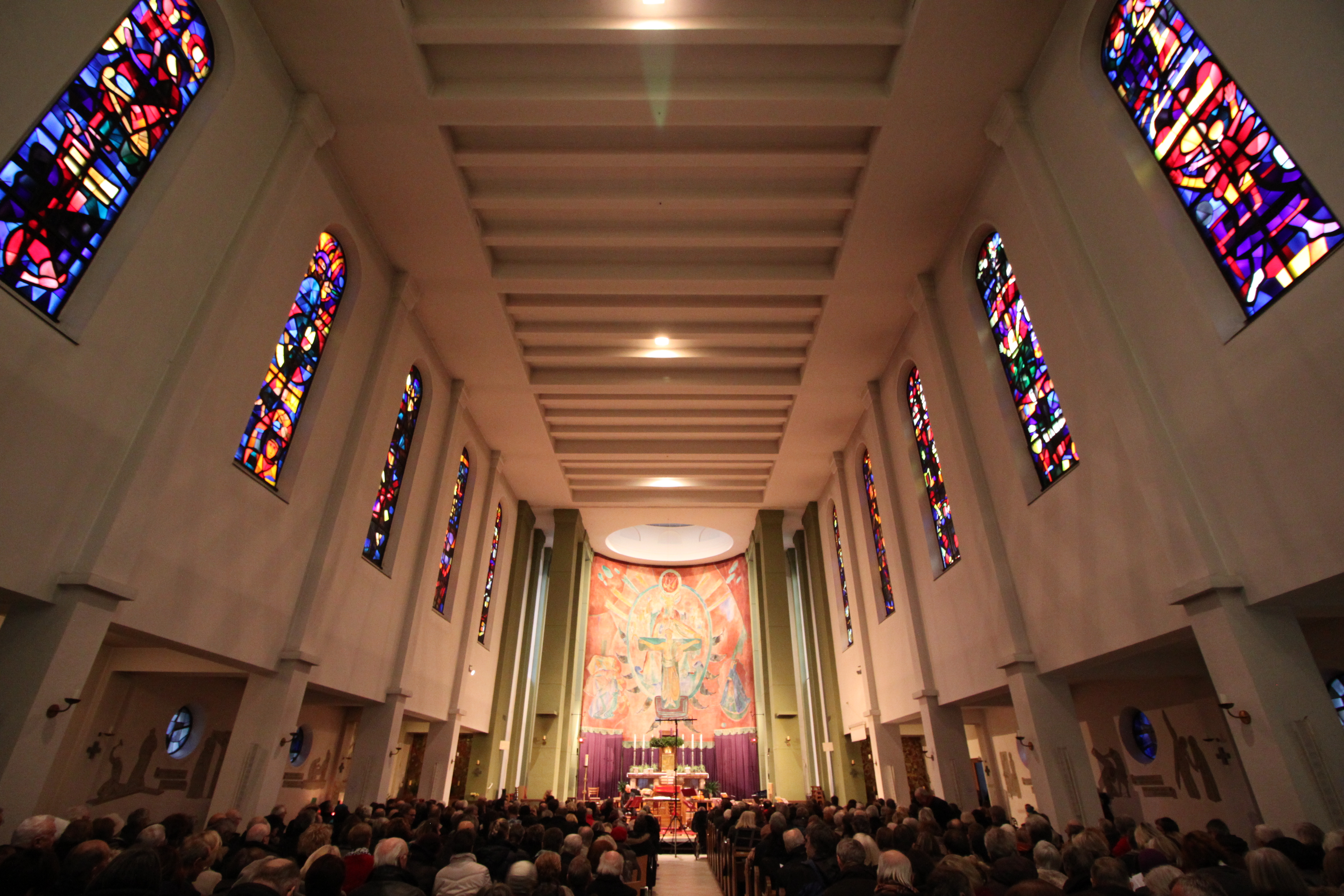
内部

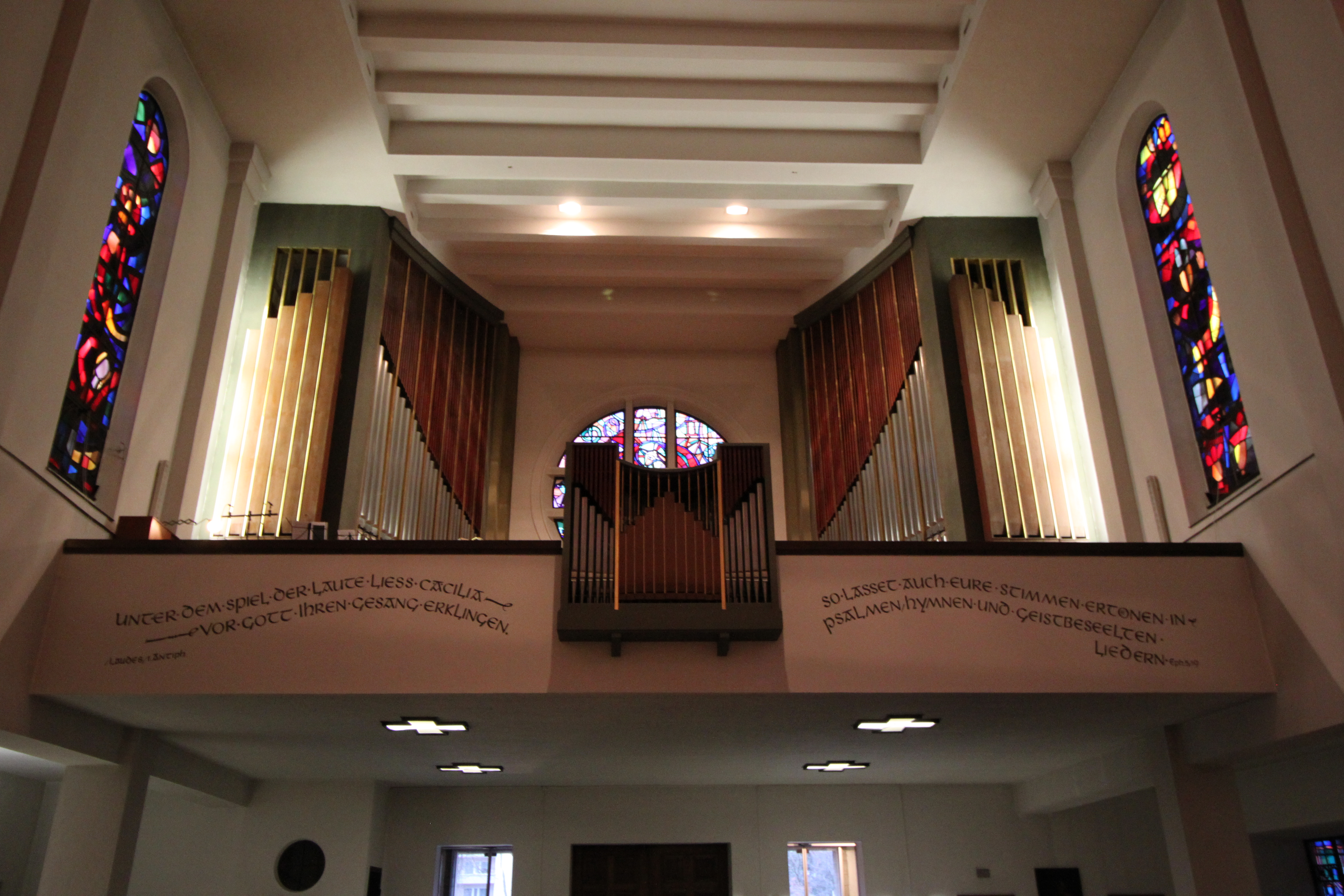
管风琴

基督君王堂（德語：Pfarrkirche Christkönig）又名和平教堂（Friedenskirche），位于奥地利上奥地利州林茨的乌尔法尔区（Urfahr），是一座罗马天主教堂区教堂，属于天主教林茨教区的林茨北总铎区（Dekanat Linz-Nord）。该堂为保护文物。

## 历史
1927年，教区决定在乌尔法尔若瑟堂（Urfahrer Josefskirche）之外，建造乌尔法尔区的第二座堂区教堂，由建筑师汉斯·费赫特鲍尔设计，1927年至1931年由彼得·贝伦斯和亚历山大·波普合作建造，1933年至1934年的第一个施工阶段，建造了洗礼小堂、勇士纪念小堂（Kriegergedächtniskapelle，现为和平小堂）和未来中殿的入口区域，作为临时应急教堂。建筑师汉斯·福舒姆改变了规划，中殿缩短，独立钟楼成为唱诗堂塔楼，1949年至1951年完成。1952年该堂升格为堂区教堂。1997年至1999年，根据建筑师沃尔夫冈·谢弗和阿尔弗雷德·斯特姆的设计，改造了祭衣间，并修建了一座神父楼。

## 艺术
堂内的基督君王壁画由马克斯·韦勒设计。咏经席的圆形窗户和和平小堂的窗户由阿尔弗雷德·斯蒂夫特设计，位于中殿和洗礼小堂。苦路像由利奥·塞巴斯蒂安·赫默尔创作。管风琴由威廉·齐卡制作于1957年。
在和平小堂中，有真人大小的圣母痛苦像，由白色大理石制成，耶稣的身体躺在她的脚下，由阿道夫·瓦格纳·冯·德·穆尔创作。
钟楼拥有圣弗洛里安钟铸造厂铸造的4口铜钟：基督君王钟（2005公斤），音调“c”；玛丽亚钟（1118公斤），音调“es”；若瑟钟（804公斤），音调“f”；基督钟（469公斤），音调“as”。
在爱德华·马切科的领导下，在教堂举行的音乐会受到广泛关注。